# 1881
1881 (MDCCCLXXXI) fue un año común comenzado en sábado según el calendario gregoriano.

## Acontecimientos

### Enero
- 1 de enero: en Barcelona (España) aparece el primer número del periódico ABC.
- 12 de enero: en las cercanías de Lima, comienza la Batalla de San Juan y Chorrillos.
- 17 de enero: en Perú ―en el marco de la Guerra del Pacífico― el ejército chileno invade la capital, Lima.

### Febrero
- 1 de febrero: en Panamá comienzan la construcción del Canal de Panamá.
- 1 de febrero: en Barcelona se publica el primer ejemplar del diario La Vanguardia.
- 16 de febrero: en España, los salesianos llegan a Utrera.
- desconocido   en El Salvador, Francisco Gavidia publica la obra Júpiter
- 19 de febrero: Kansas se convierte en el primer estado de Estados Unidos que prohíbe las bebidas alcohólicas.
- 24 de febrero: en Chile se funda el fuerte Recabarren, para acabar con los indígenas. Con el tiempo este fuerte se convertirá en la ciudad de Temuco.

### Marzo
- 4 de marzo: el republicano James A. Garfield toma posesión como presidente de Estados Unidos.
- 13 de marzo: en Rusia, Alejandro Alexándrovich Románov se proclama zar Alejandro III, tras el asesinato de su padre.

### Abril
- 3 de abril: Un terremoto de 7,3 sacude la isla de Quíos dejando un saldo de más de 7.800 muertos.
- 15 de abril: en Chile se funda la ciudad de Temuco, capital de la Región de la Araucanía.

### Mayo
- 25 de mayo: Venezuela adopta el "Gloria al Bravo Pueblo" como Himno Nacional.

### Junio
- 12 de junio: en Misuri (Estados Unidos), un tornado arrasa la aldea de Hopkins.

### Julio
- 26 de julio: en Caracas (Venezuela), el diario La Opinión Nacional publica una carta dirigida por José Martí a Fausto Teodoro de Aldrey.

### Septiembre
- 19 de septiembre: el presidente de Estados Unidos, James A. Garfield, muere asesinado. Lo sucede en la presidencia el también republicano Chester A. Arthur.
- 26 de septiembre: en la prefectura de Miyazaki (Japón), el primer y más letal tornado registrado en la Historia de ese país deja un saldo de 16 víctimas.

### Octubre
- 24 de octubre: en la provincia de Santa Fe (Argentina) la compañía colonizadora de Guillermo Lehmann funda la ciudad de Rafaela.
- Octubre: Fundación de Kinshasa.
- Octubre: Transvaal se independiza del Imperio británico.

### Diciembre
- 1 de diciembre: en Madrid (España), se inaugura el Hospital Infantil del Niño Jesús.
- 4 de diciembre: en Argentina se establece el peso moneda nacional a través de la Ley 1130.
- 8 de diciembre: en Roma se funda la Sociedad del Divino Salvador.
- 22 de diciembre: En Chile se funda el Puerto de San Antonio bajo el nombre de San Antonio de las Bodegas.
- 25 de diciembre es fundada la Congregación religiosa católica Madres de Desamparados y San José de la Montaña por la Beata Petra de San José
- 31 de diciembre: en las islas Nicobar se registra un fuerte terremoto de 7,9 que provoca un tsunami.

### Fechas desconocidas
- En España se funda la empresa Chocolates Valor
- Se funda en México la fábrica de Cemento La Cruz Azul.
- Se crea la compañía cervecera Morenita Malta, en Chile.
- Túnez cae bajo manos francesas.
- Italia conquista Eritrea y Somalia.
- Argentina y Chile firman un tratado de límites.

## Arte y literatura
- Eduard von Gebhardt: Ascensión de Cristo.
- José María de Pereda: Esbozos y rasguños (1833-1906).
- Henrik Ibsen: Los espectros.
- Flaubert (1821-1880): Bouvard y Pécuchet (obra póstuma).
- Oscar Wilde: Poemas
- Pierre-Auguste Renoir: El almuerzo de los remeros.
- Emilia Pardo Bazan: Un viaje de novios

## Ciencia y tecnología
- Carlos Juan Finlay (1833-1915) descubre el modo de transmisión de la Fiebre Amarilla por el mosquito Aedes aegypti.
- Hermann von Helmholtz (1821-1894) estudia los fenómenos electrolíticos de la corriente.
- Emil Brugsch descubre 40 momias en Egipto.
- Van Bénéden describe por primera vez el delfín de Héctor (Cephalorhynchus hectori).

## Música
- En San Justo Desvern (Cataluña) se funda el coro de Clavé Lo Pom De Flors.[1]

## Nacimientos

### Enero
- 4 de enero: Wilhelm Lehmbruck, escultor alemán (f. 1919).
- 5 de enero: Pablo Gargallo, escultor y pintor español (f. 1934).
- 9 de enero: Giovanni Papini, escritor italiano (f. 1956).
- 18 de enero: Gaston Gallimard, editor francés (f. 1975).
- 28 de enero: Juan José de Amézaga, presidente uruguayo (f. 1956).
- 29 de enero: David Galván Bermúdez, sacerdote mexicano, mártir de la Guerra Cristera (f. 1915).
- 31 de enero: Irving Langmuir, químico estadounidense, premio Nobel de Química en 1932 (f. 1957).

### Febrero
- 2 de febrero: Eulalio Gutiérrez Ortiz, presidente mexicano (f. 1939).
- 4 de febrero: Fernand Léger, pintor cubista francés (f. 1955).
- 12 de febrero: Anna Pávlova, bailarina rusa de ballet (f. 1931).

### Marzo
- 12 de marzo: Kemal Ataturk, presidente turco (1923-1938) (f. 1938).
- 23 de marzo: Roger Martin du Gard, novelista francés, premio Nobel de Literatura en 1937 (f. 1958).
- 23 de marzo: Egon Petri, pianista alemán (f. 1962).
- 25 de marzo: Béla Bartók, compositor húngaro (f. 1945).

### Abril
- 4 de abril: Amalia Guglielminetti, poeta italiana (f. 1941).
- 6 de abril: Karl Gustaf Staaf, atleta sueco (f. 1953).

### Mayo
- 1 de mayo: Pierre Teilhard de Chardin, naturalista francés (f. 1955).
- 20 de mayo: Władysław Sikorski, militar y político polaco (f. 1943).

### Junio
- 24 de junio: Giannina Chiantoni, actriz teatral y cinematográfica de nacionalidad italiana (f. 1972).

### Julio
- 16 de julio: Fernando Ortiz Fernández, antropólogo cubano (f. 1969).
- 18 de julio: Antonia Maymón, pedagoga racionalista y naturista (f. 1959).
- 18 de julio: María de Maeztu, pedagoga y humanista española (f. 1948).
- 27 de julio: Hans Fischer, químico y médico alemán, premio Nobel de Química en 1930 (f. 1945).

### Agosto
- 6 de agosto: sir Alexander Fleming, científico británico (f. 1955).
- 19 de agosto: George Enescu, director de orquesta y compositor rumano (f. 1955).

### Septiembre
- 29 de septiembre: Ludwig von Mises, economista austriaco (f. 1973).
- 15 de septiembre: Ettore Bugatti. Fundador de Bugatti 1881

### Octubre
- 1 de octubre: William E. Boeing, fundador de la empresa Boeing (f. 1956).
- 12 de octubre: Carlos López Buchardo, compositor argentino (f. 1948).
- 15 de octubre: P. G. Wodehouse, escritor británico (f. 1975).[2]
- 22 de octubre: Clinton Davisson, físico estadounidense, premio Nobel de Física en 1937 (f. 1958).
- 25 de octubre: Pablo Picasso, pintor español (f. 1973).
- 28 de octubre Charles Dukes, sindicalista y político británico (f. 1948).

### Noviembre
- 22 de noviembre: Enver Pacha, político, ministro de guerra y dictador otomano, líder de los Jóvenes Turcos (f. 1922).
- 25 de noviembre: Ángelo Giuseppe Roncalli, religioso italiano, papa Juan XXIII entre 1958 y 1963.
- 28 de noviembre: Stefan Zweig, escritor austriaco (f. 1942).

### Diciembre
- 9 de diciembre: Eduardo López Bustamante, intelectual venezolano.
- 23 de diciembre: Juan Ramón Jiménez, poeta español, premio Nobel de Literatura en 1956 (f. 1958).

### Fechas desconocidas
- Alejo Bay, político mexicano (f. 1952)
- Don Prócoro Amador Miranda, político mexicano, primer presidente municipal de Municipio de Zacualpan (Veracruz) de la época constitucional, entre 1918 y 1919 (f. 1987)
- Zhang Zongchang, Señor de la guerra chino y caudillo de Shandong (f. 1932)

## Fallecimientos

### Enero
- 1 de enero: Louis Auguste Blanqui, político revolucionario francés (n. 1805).
- 18 de enero: Auguste Mariette, egiptólogo francés (n. 1821).

### Febrero
- 5 de febrero: Thomas Carlyle, historiador, crítico social y ensayista británico (n. 1795).
- 9 de febrero: Fiódor Dostoyevski, novelista ruso (n. 1821).

### Marzo
- 9 de marzo: Carolina Amalia de Augustenburg, reina consorte de Dinamarca (n. 1796).
- 13 de marzo: Alejandro II, zar ruso (1855-1881) (n. 1818).
- 28 de marzo: Modest Músorgski, compositor nacionalista ruso (n. 1839).

### Abril
- 19 de abril: Benjamin Disraeli, político británico (n. 1804).

### Mayo
- 11 de mayo: Juan Díaz de Garayo, psicópata criminal español (n. 1821).

### Junio
- 15 de junio: Marie Laveau, afroestadounidense practicante de vudú (n. 1794).
- 23 de junio: Matthias Jakob Schleiden, botánico alemán (n. 1804).

### Julio
- 14 de julio: Billy the Kid, bandido estadounidense (n. 1859).

### Agosto
- 9 de agosto: José Valenzuela y Márquez, político español (n. 1820).
- 24 de agosto: José Ángel Montero, compositor venezolano (n. 1832).

### Septiembre
- 19 de septiembre: James Abram Garfield, político estadounidense, presidente en 1881 (n. 1831).